# 除算記号
除算記号（じょさんきごう、じょざんきごう）は、除算を表す演算子記号である。日本語では一般に「わる」と読む。
英語圏（および日本語圏）で主に使われる「÷」がUnicodeでは division sign（除算記号）となっているが、分野や国によっては他の記号が除算記号として使われることもある。

## ÷
この記号は横線の上下に点を書く。分数表記を抽象化し、横棒と、その上下の分子と分母それぞれを点で表したものが元となっているといわれている。
この記号はスイスのヨハン・ハインリッヒ・ラーンが1659年に代数学の書 Teutsche Algebra で発表した。同書の編集者だったジョン・ペルを考案者とする説もある。なお同書で使われた乗算記号は「*」である。
その後ペルが記した書籍で一般に認知されるようになった。その後ノルウェーやデンマークを含むヨーロッパの一部で除算記号として使用されたことや、アイザック・ニュートンなどがこの記号をよく使ったため、一般に使用されるようになる。
今日では電卓などにおける割り算のボタンや、割り算の計算式などで使用されている。
剰余付き除法では、「÷」を「⋯」と併用する「a ÷ b = c ⋯ d」（a, b, c, d は整数）の形で、整商と剰余を同時に表す。この例は日本語では「a 割る b は c 余り d」と読み、「a = b × c + d」あるいは「a ÷ b = c + d ÷ b」と等価である。

## ÷以外の除算記号
分野や国などによっては、「÷」の代わりに以下のような記号が除算記号として使われる。

### 「∕」（スラッシュ）、分数形式及び「\」（バックスラッシュ）
「∕」（スラッシュ）はイギリスのウィリアム・オートレッドが1631年に Clavis Mathematicae で使ったのが最初とされ、除算の記号としては「÷」より古い。
「∕」は現在ではほとんどのプログラミング言語で除算記号として使われている。これはASCIIに「÷」が無いためである。同様に乗算記号としては「×」の代わりに「*」が用いられるが、/ と * との間には（通常の÷と×と同様）優先順位に上下はなくどちらも左結合としている（したがって、例えば a / b * c は (a / b) * c である）ものがほとんどである。一方通常の算術の記法としては、並置によって積を表す際に、a/bc で {\displaystyle {\tfrac {a}{bc}}} を1行の中で表現したものとみなして a/(bc) という意味とすることが多い。
Unicodeは除算のスラッシュは符号位置U+2215「∕」として、ASCIIのスラッシュU+002F「/」と区別している。さらに別に、分数のスラッシュU+2044「⁄」があるが、これは「½」のような組文字を作るための記号とされている。
日本では除算記号として「÷」が広く用いられるが、日本以外で「÷」が広く用いられている国はアメリカ、イギリス、韓国、中国、タイなど限られた国しかない。世界的には除算記号としては「／」が優勢である。2009年に国際標準化機構（ISO）が発行した数学の記号に関する国際規格「ISO 80000-2」では、除算は「／」か分数によって表すと定め、除算記号として「÷」を使うべきではないことが明記されている。
{\displaystyle {\tfrac {a}{b}}} のように、分数と同じ形式で除算を表すことも多い。
被除数と除数を左右逆にした演算子として「\」（バックスラッシュ）が使われることもある（例えば Scilab では行列の積 A−1B を表すのに A\B と書くことができる）が、プログラミング言語などではエスケープ用に使われる文字であったり、以前のISO 646で国際的に統一されない規定になっていた符号点であったりする（たとえば日本では通貨記号）ことから、あまり一般的ではない。

### 「:」（コロン）
「:」（コロン）は除算の記号としてはドイツのゴットフリート・ライプニッツが 1684年に Acta eruditorum で使ったのが最初とされ、主にドイツやフランスで使われる。他の国ではもっぱら比の記号として使われる。

### 「⟌」（除算の筆算、長除法）及びその上下反転（短除法）
一般に除算の筆算では「÷」や「／」等を使うのではなく、記号「⟌」を用いてその右下に被除数、左に除数を書く形で書き表し、その上で商を「⟌」の上に書いて乗算と減算の組み合わせにより計算する（長除法。詳細は筆算#筆算による除算を参照）。また素因数分解や進法変換など連続して除算を行う場合などには、その「⟌」を上下反転させたような記号を使い、その右上に被除数、左に除数、下に商を書く形で書き表すことがある（短除法）。ちなみに記号「⟌」のUnicodeのコードポイントはU+27CCであり、「その他の数学記号A（Miscellaneous Mathematical Symbols-A）」のブロックに収録されている（Unicode 5.1.0より対応）が、短除法の記号についてはUnicodeに未収録である。
1544年にはドイツの数学者Michael Stifelが「8 ) 24」または「8 ) 24 (」で「24÷8」を表し、またウィリアム・オートレッドは「a ) b ( c」で「b÷a＝c」を表した。これが後に変化したのが現在筆算で一般的に行われる「⟌」を用いて商をその上に書く形式、あるいは短除法の形式である。

## ÷の除算以外の意味

### 範囲を示す「÷」
ポーランド語などで、「÷」は範囲を示すのに使われていた。「:」にも同様の意味があり、たとえば「10÷20」や「10:20」は、「10から20まで」を意味する。現在では自然言語ではあまり使われないが、Excelのセル範囲指定で「:」が使われる。

### 疑句標、Obelus
÷は歴史的には西洋の古写本などの疑わしい箇所を示す疑句標として使われたこともあり、英単語では「Obelus」と呼ばれる注釈マークの一つであるが、この「Obelus」は現代では÷のみならず†（短剣符）や⁒（商業用マイナス記号）も含む概念である。

## 符号位置
| 記号 | Unicode | JIS X 0213 | 文字参照               | 名称                                |
| ---- | ------- | ---------- | ---------------------- | ----------------------------------- |
| /    | U+002F  | 1-1-31     | &#x2F; &#47;           | 斜線 SOLIDUS                        |
| \    | U+005C  | -          | &#x5C; &#92;           | 逆斜線 REVERSE SOLIDUS              |
| \|   | U+007C  | -          | &#x7C; &#124;          | バーティカルバー VERTICAL BAR       |
| ―    | U+2015  | -          | &#x2015; &#8213;       | ホリゾンタルバー HORIZONTAL BAR     |
| :    | U+003A  | 1-1-7      | &#x3A; &#58;           | コロン COLON                        |
| ܅    | U+0705  | -          | &#x705; &#1797;        | ホリゾンタルコロン HORIZONTAL COLON |
| ÷    | U+00F7  | 1-1-64     | &divide; &#xF7; &#247; | 除算記号 DIVISION SIGN              |
| ∕    | U+2215  | -          | &#x2215; &#8725;       | DIVISION SLASH                      |
| ➗   | U+2797  | -          | &#x2797; &#10135;      | HEAVY DIVISION SIGN                 |
| ⟌    | U+27CC  | -          | &#x27CC; &#10188;      | 長除法（除算の筆算） LONG DIVISION  |